# Neoserixia
Neoserixia is een kevergeslacht uit de familie van de boktorren (Cerambycidae). De wetenschappelijke naam van het geslacht werd voor het eerst geldig gepubliceerd in 1925 door Schwarzer.

## Soorten
Neoserixia omvat de volgende soorten:
- Neoserixia delicata (Matsushita, 1933)
- Neoserixia longicollis Gressitt, 1935
- Neoserixia pulchra Schwarzer, 1925
- Neoserixia schwarzeri Gressitt, 1935